# Mariä Himmelfahrt (Höchstädt an der Donau)

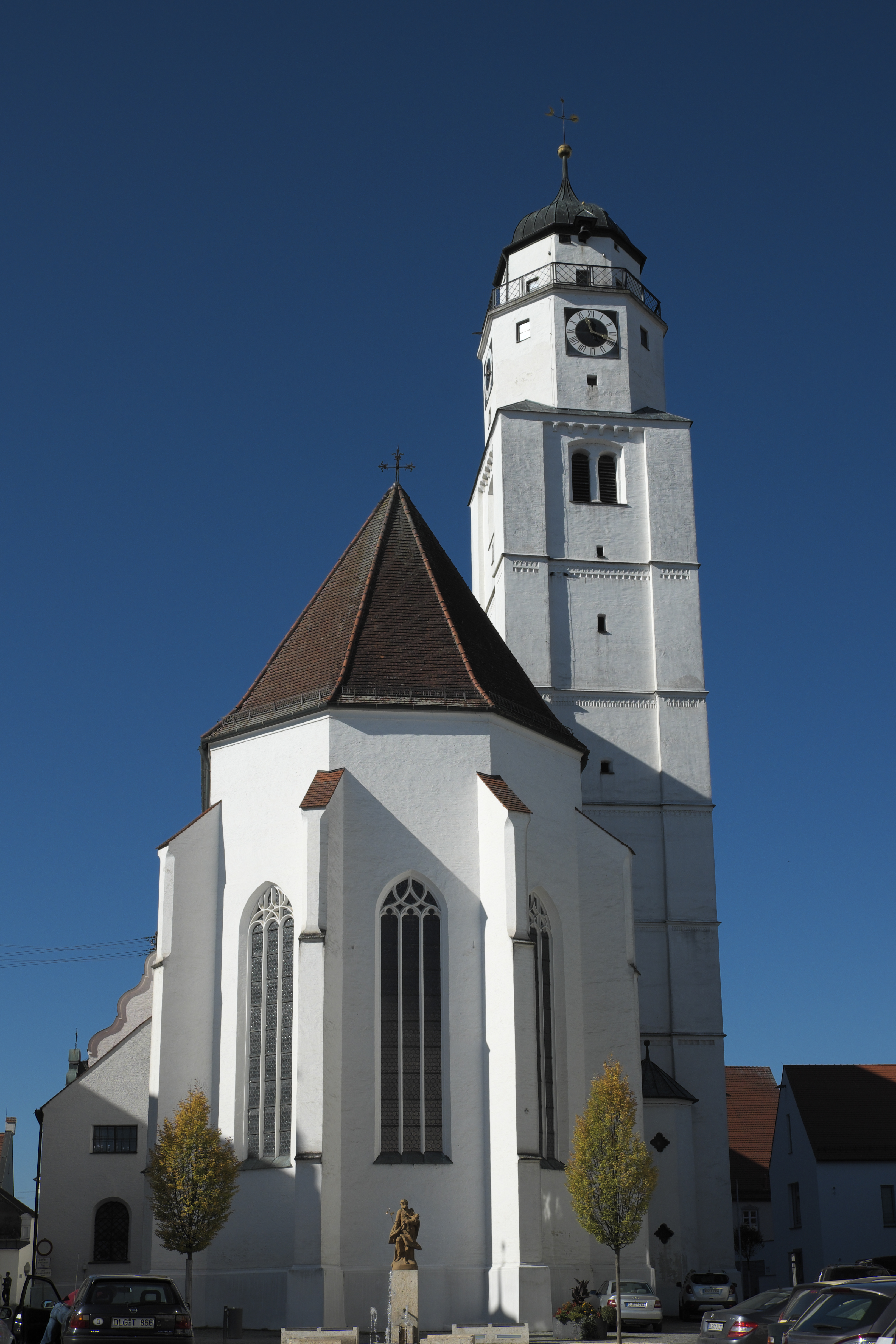
Stadtpfarrkirche Mariä Himmelfahrt

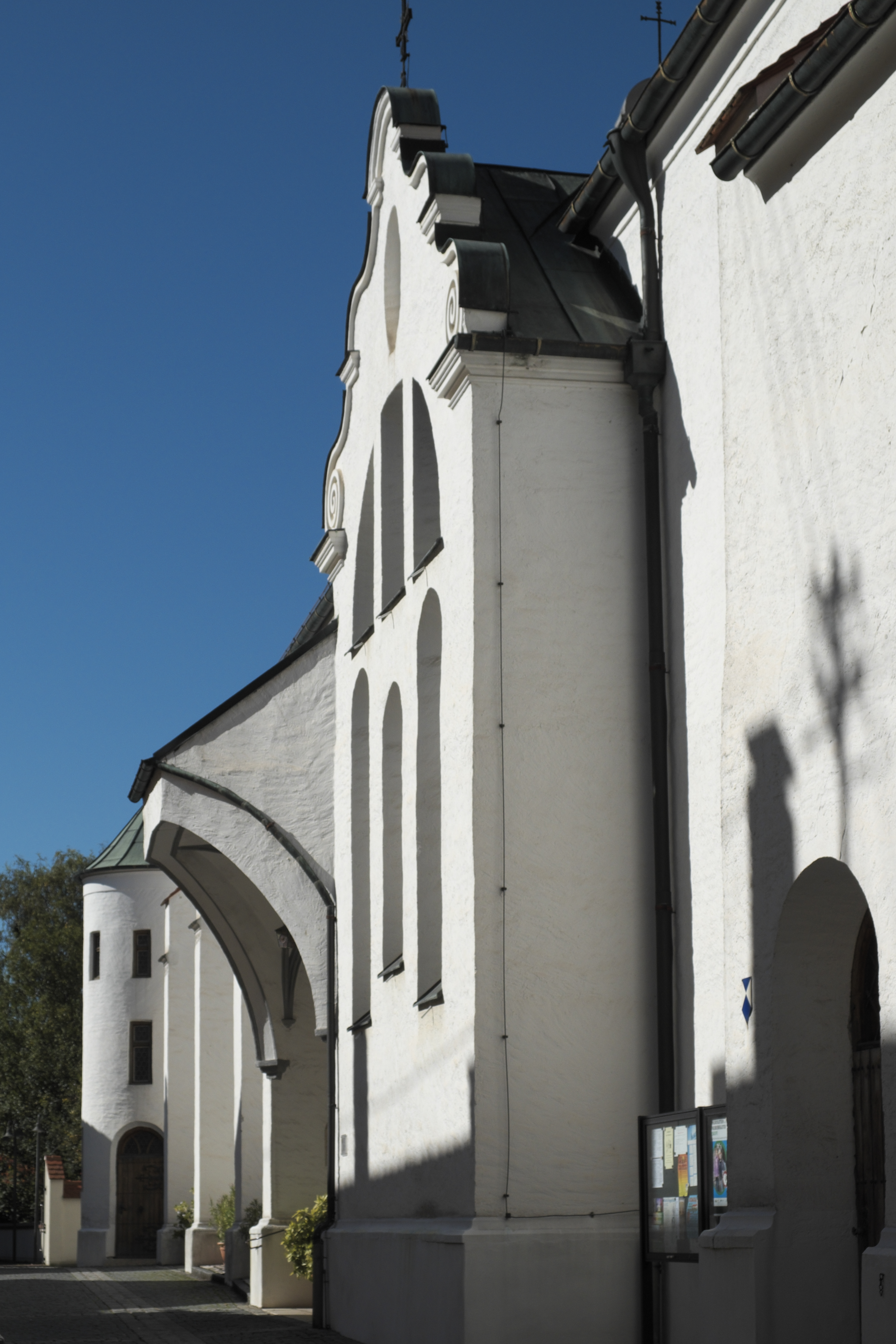
Südseite

Die katholische Stadtpfarrkirche Mariä Himmelfahrt in Höchstädt, einer Stadt im Landkreis Dillingen an der Donau im bayerischen Regierungsbezirk Schwaben, wurde im 15. Jahrhundert errichtet. Die Kirche besitzt Fresken aus der Spätgotik und der Renaissance. Auch ist die im 17. und 18. Jahrhundert geschaffene barocke Ausstattung erhalten. Die Kirche gehört zu den geschützten Baudenkmälern in Bayern.
Die Kirche wird seit November 2018 renoviert und ist derzeit eingerüstet. Die Arbeiten sollten bis zum 500. Weihejubiläum im Jahr 2023 abgeschlossen werden.

## Geschichte
Bereits in einer Urkunde aus dem Jahr 1321 wird in Höchstädt eine „Unserer Lieben Frau“ geweihte Pfarrkirche erwähnt. Sie befand sich in der heute als nördliche Vorstadt bezeichneten Altstadt, die im frühen 13. Jahrhundert unter der Herrschaft der Staufer zur Stadt erhoben worden war. Die Pfarrkirche der Altstadt wurde 1557 abgebrochen.
In der zweiten Hälfte des 13. Jahrhunderts gründeten die Wittelsbacher an anderer Stelle, am Fuße der Burg, eine neue Stadt, in der auch eine neue Kirche errichtet wurde. Diese unterstand zunächst als Filialkirche der Pfarrei Steinheim. Wie Steinheim gehörte sie zum Besitz des Klosters Reichenbach und wurde vermutlich erst zu Beginn des 14. Jahrhunderts eine eigenständige Pfarrei. In einer Urkunde aus dem Jahr 1382 ist die in der neuen Stadt gelegene Pfarrkirche erwähnt.
Das ursprünglich bescheidene Kirchengebäude wurde im 15. Jahrhundert durch einen wesentlich größeren Neubau ersetzt, der vor allem durch großzügige Stiftungen von Höchstädter Bürgern finanziert wurde. Mutmaßliches Weihejahr der Kirche war 1523. Im Jahr 1542 führte Pfalzgraf Ottheinrich in Höchstädt, das 1505 an Pfalz-Neuburg gekommen war, die Reformation ein. Von 1543 bis 1634 wurde die Pfarrkirche für den evangelischen Gottesdienst genutzt. Ein großer Teil der ursprünglichen Ausstattung fiel dem reformatorischen Bildersturm zum Opfer. Von 1576 bis 1579 wurde der Turm um das Oktogon erhöht. 1624 stellte Pfalzgraf Wolfgang Wilhelm die katholische Religion wieder her und zehn Jahre später wurde die Kirche den Katholiken zurückgegeben. Bis 1636 waren sämtliche Protestanten aus Höchstädt abgewandert. Die bis heute erhaltene barocke Innenausstattung wurde zwischen 1680 und 1760 geschaffen.
Die Sakristei wurde im Jahr 1904 um ein weiteres Stockwerk erhöht. Zeitgleich wurden am Kirchturm und auf der Höhe der Empore kleine Außentürme angebaut.

## Architektur

### Außenbau
Im nördlichen Chorwinkel erhebt sich der mit einer welschen Haube gedeckte Glockenturm. Die Geschosse des quadratischen Unterbaus werden durch Gesimse mit Maßwerkfriesen und Zahnschnittbändern voneinander abgegrenzt. Im obersten Geschoss öffnen sich auf allen vier Seiten gekoppelte Stichbogenfenster. An der Ostseite des Turmes schließt sich ein kleiner polygonaler Treppenturm mit Zeltdach an.
Die Westfassade besitzt einen Staffelgiebel und wird von einem großen Maßwerkfenster durchbrochen. An das westliche Ende der Südseite ist ein runder Treppenturm mit Kegeldach angelehnt, der zur Empore führt. Die Außenmauern werden durch kräftige Strebepfeiler gegliedert, die mit Pultdächern versehen und teilweise mit tönernen Maßwerkfriesen verziert sind.
Zwei spitzbogige Portale an der Nordseite und zwei rundbogige Portale an der Südseite führen in den Innenraum. Das rechte Südportal ist in eine offene Vorhalle mit Netzgewölbe integriert. Die Holztüren der Portale sind mit Flachschnitzereien versehen und wurden um 1790/1800 geschaffen.

### Innenraum

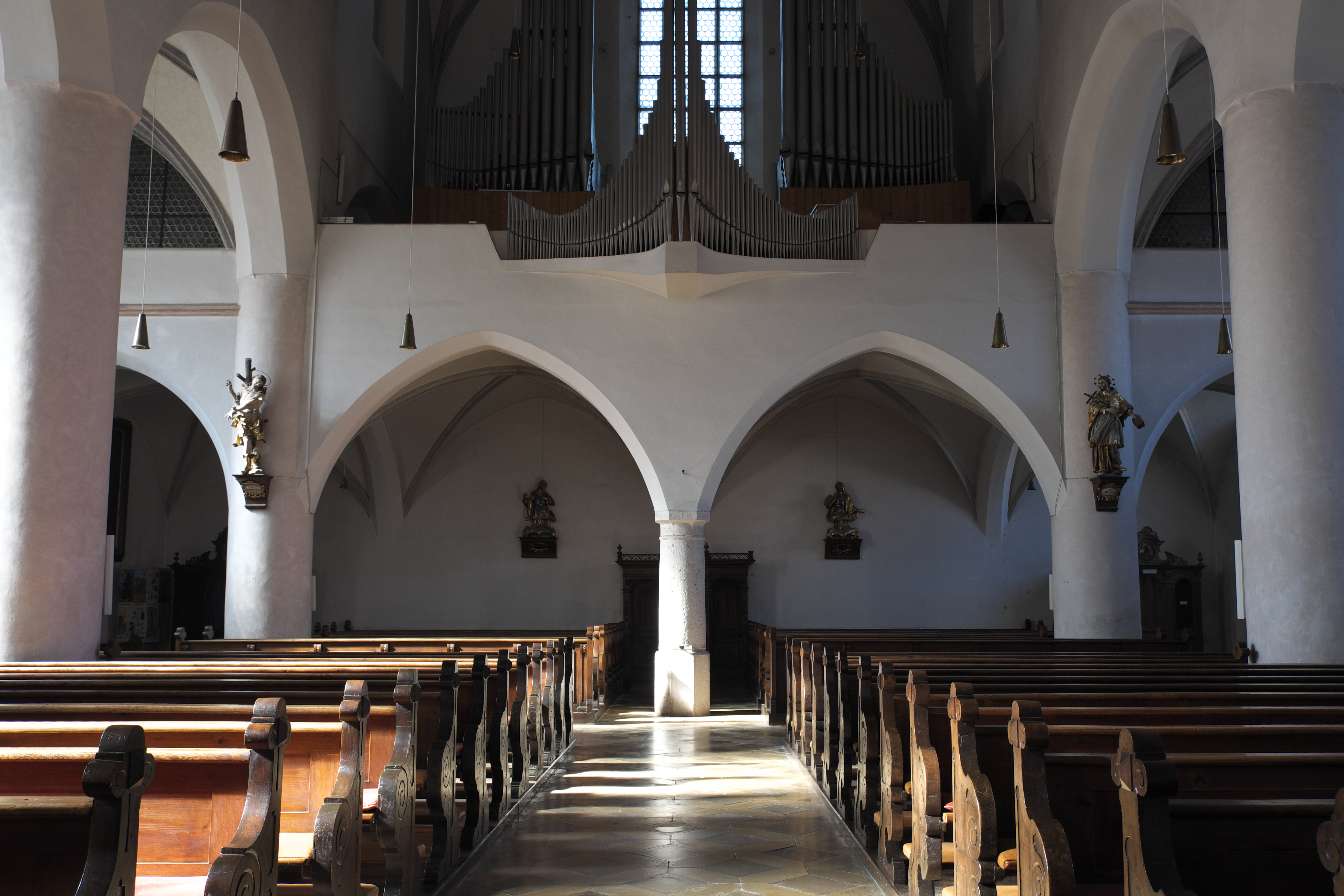
Westempore

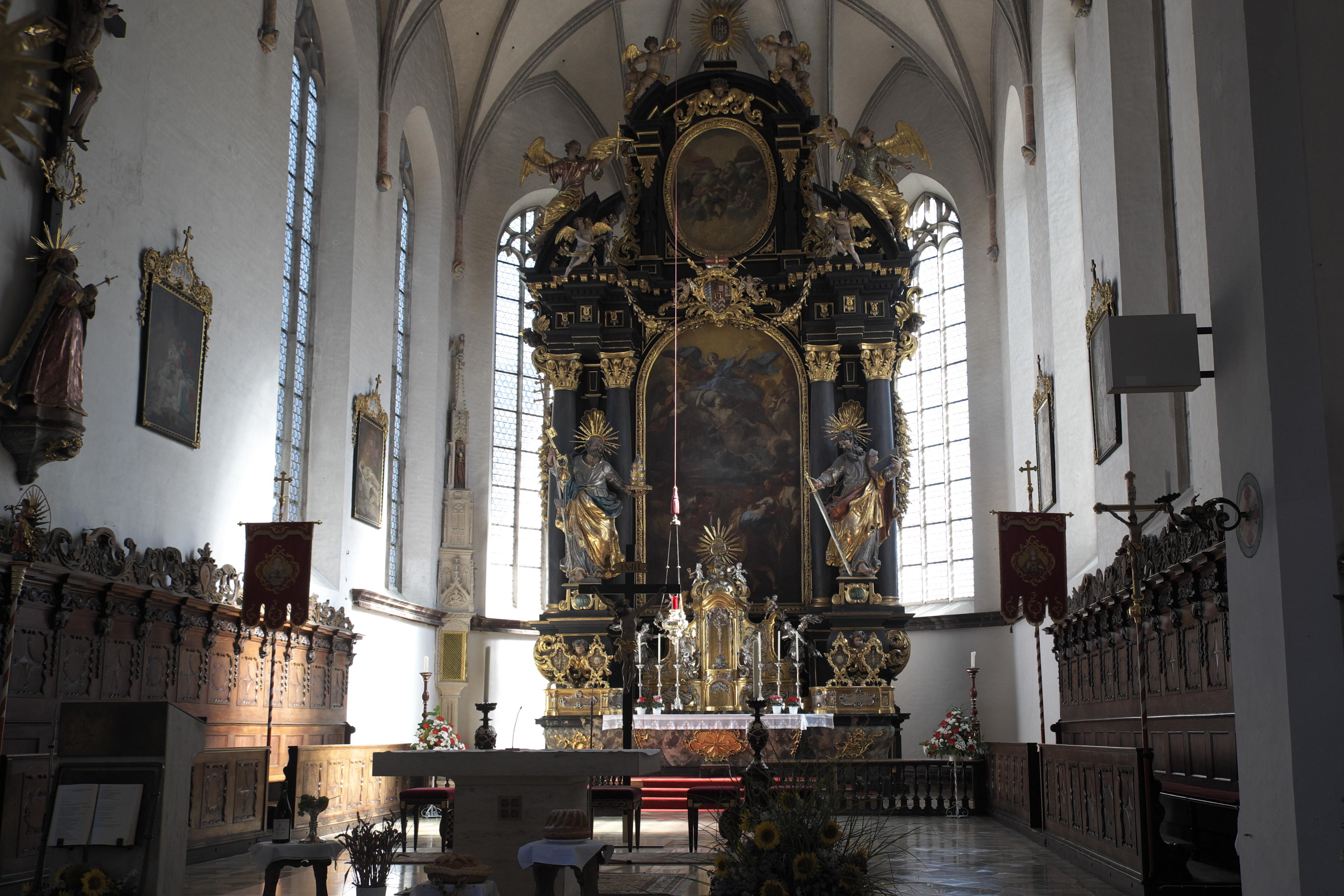
Chor

Der Innenraum ist als dreischiffige Staffelhalle angelegt, wobei das Mittelschiff wesentlich breiter und höher ist als die beiden Seitenschiffe. Das Langhaus ist in sieben Joche gegliedert, die auf Spitzbogenarkaden und Säulen mit Achtecksockeln aufliegen. In die Mittelschiffwände sind Blendfenster eingeschnitten. Haupt- und Seitenschiffe tragen Netzgewölbe. Ein Schlussstein ist mit einem Steinmetzzeichen versehen, auf anderen sind die Wappen von Höchstädt, von Bayern und der Pfalz gemalt.
Ein Spitzbogen öffnet das Mittelschiff zum vierjochigen, um drei Stufen erhöht gelegenen Chor. Er wird von sieben Fenstern beleuchtet und ist mit einem Sterngewölbe gedeckt, dessen Schlusssteine mit dem bayerischen Wappen, einem weißblauen Rautenschild, dem Reichsadler, dem Pfälzer Löwen und einem schwarzen Hahn auf goldenem Grund, dem Wappen der Mutterpfarrei Steinheim, verziert sind. Die Gewölberippen streben aus kurzen, halbrunden Diensten hervor und ruhen auf figürlichen Konsolen. Vier Konsolen stellen Engel dar, zwei einen bärtigen und einen bartlosen Mann, alle Figuren halten Spruchbänder.

## Fresken
Die Deckenfresken im Chor werden um 1520/30 datiert. Auf den drei östlichen Gewölbefeldern sind drei Engel mit den Leidenswerkzeugen dargestellt, auf den mittleren Feldern sind ein Lamm mit Fahne und Kelch, Maria im Strahlenkranz und die Wappen von Pfalz-Neuburg und Höchstädt abgebildet. Die seitlichen Felder stellen die vier Kirchenväter und die Evangelistensymbole dar.
Die Fresken an den Säulen im Langhaus werden um 1600 datiert. Sie stellen Christus mit der Weltkugel dar, zwei Engel mit Rollwerkkartuschen und Josef, der den Brüdern seinen Traum erzählt.

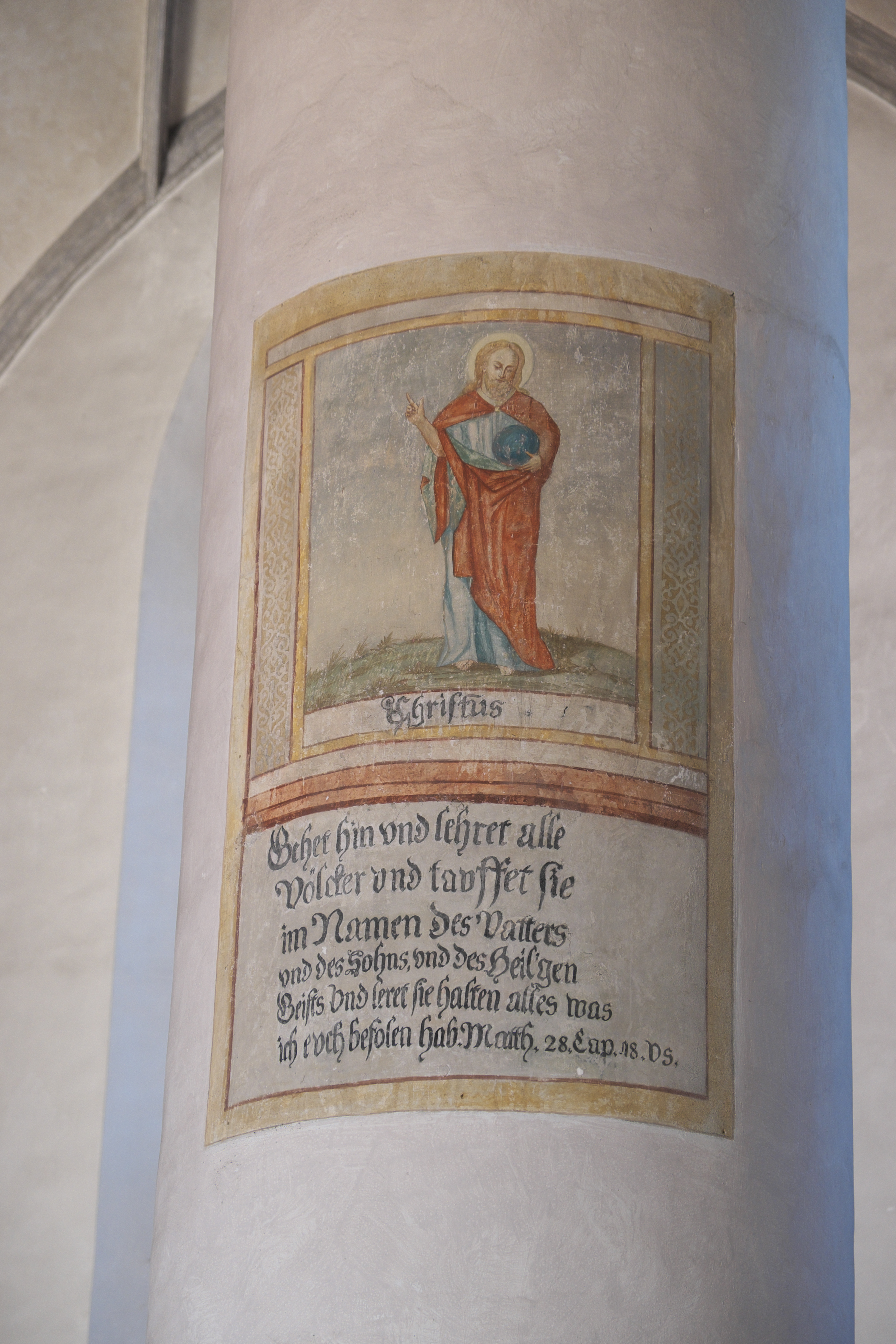
Christus mit Weltkugel
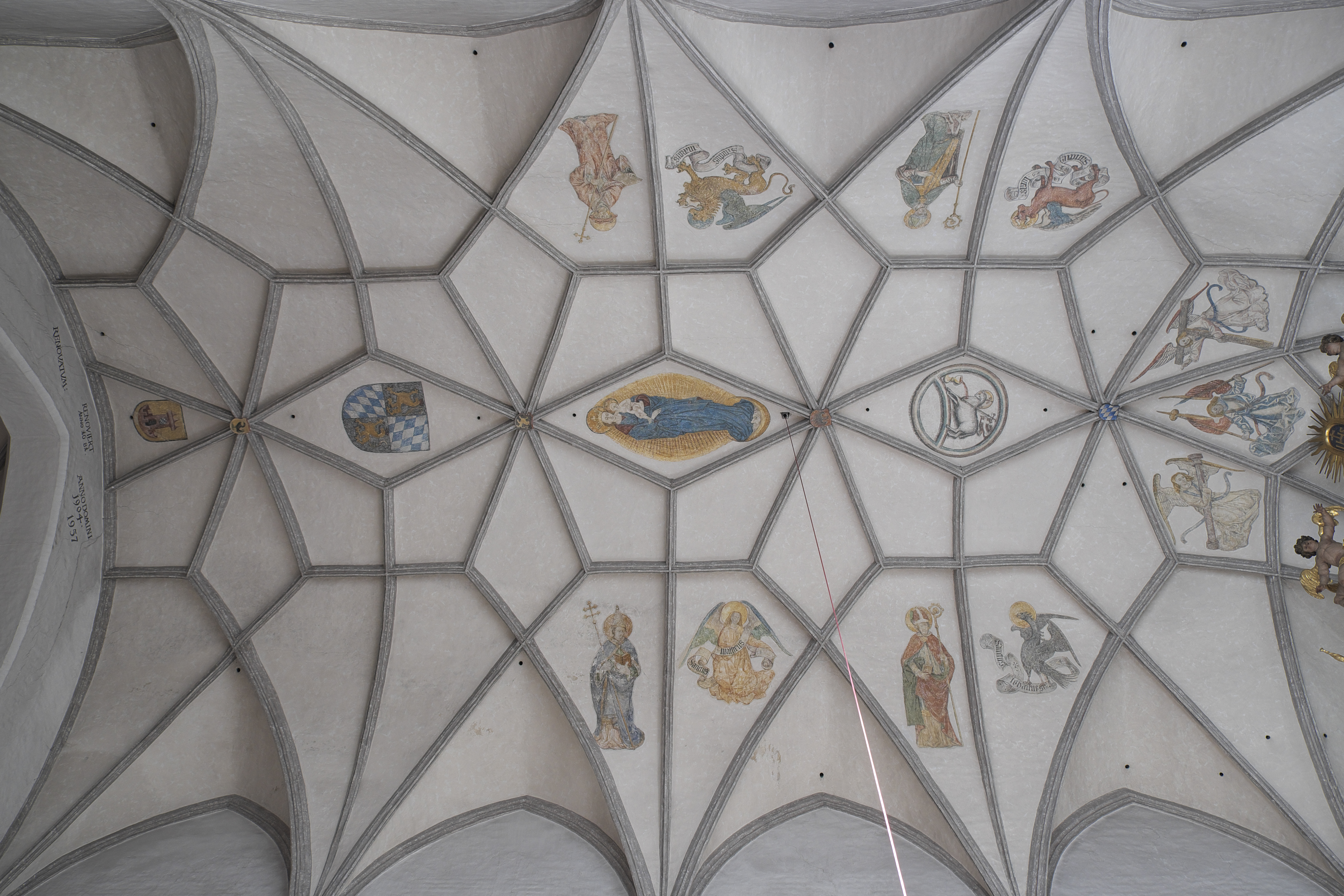
Chorfresken
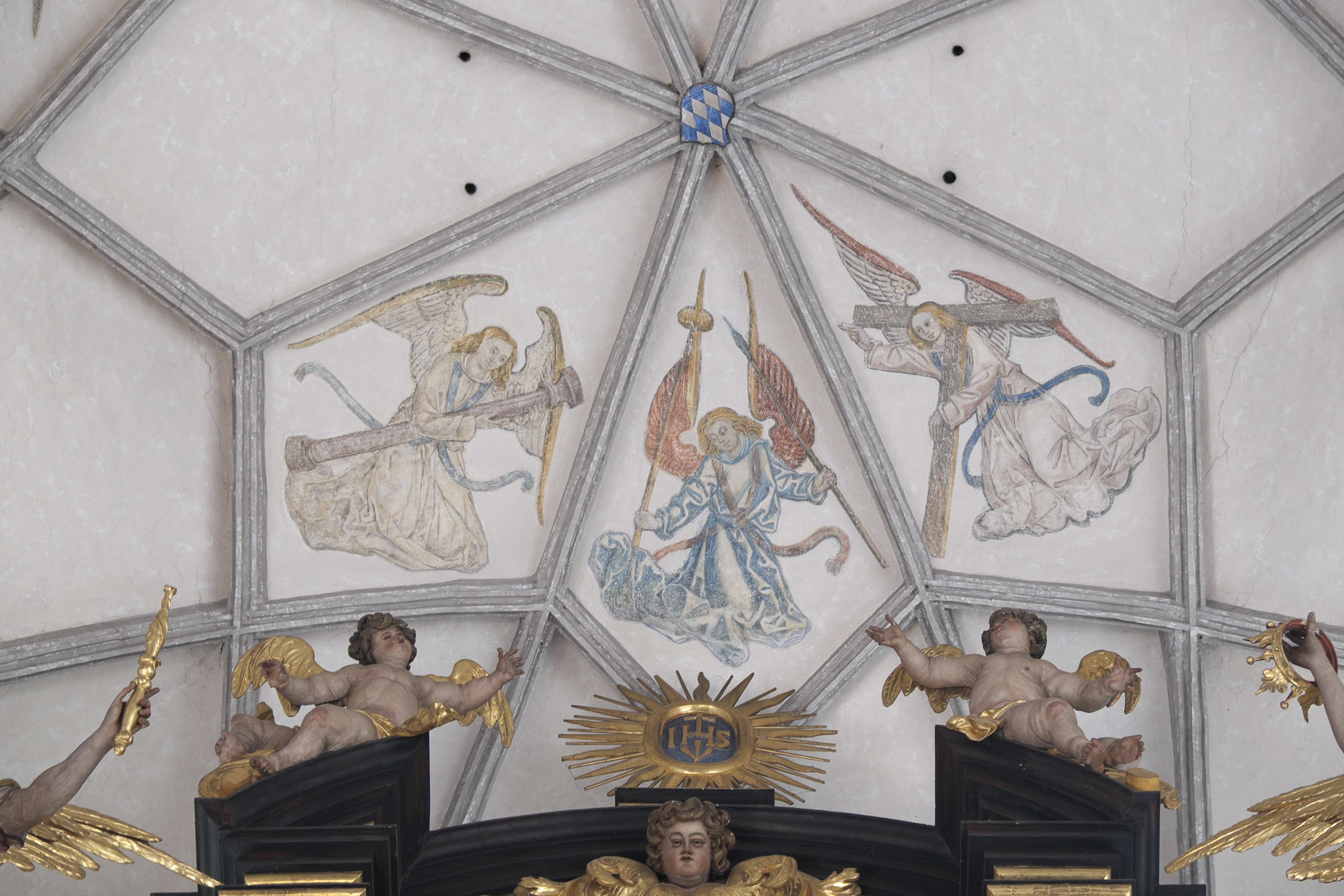
Engel mit Leidenswerkzeugen
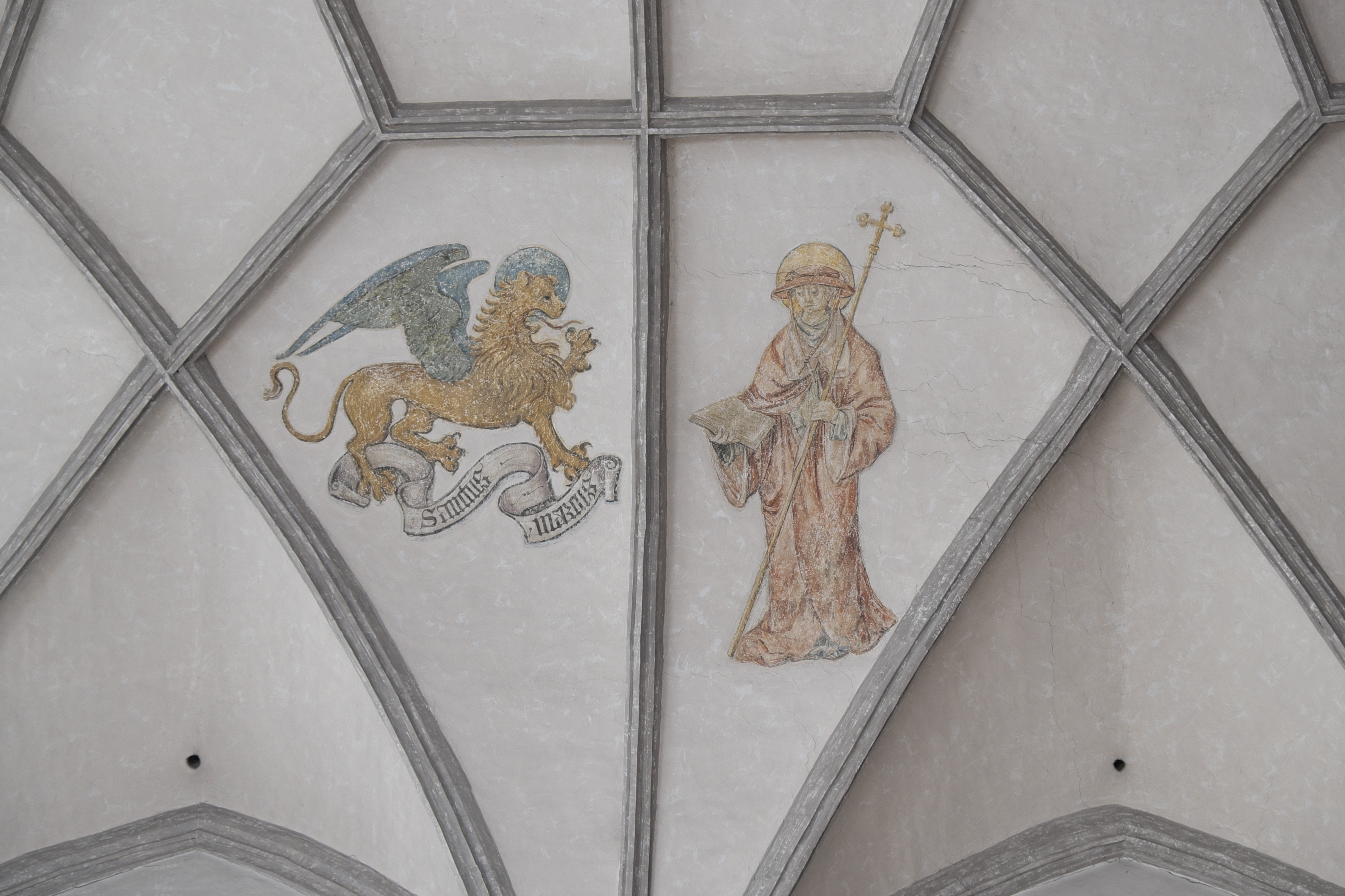
Hieronymus und Löwe, Symbol des Evangelisten Markus

## Kanzel
Die mit reichem Schnitzwerk, mit Girlanden, Friesen und Perlstab versehene Kanzel aus Eichen- und Lindenholz wird Johann Baptist Libigo zugeschrieben, der sie 1681 vermutlich nach dem Vorbild der Kanzel der Pfarrkirche St. Peter in Dillingen an der Donau anfertigte. Der sechsseitige Korpus ruht auf einem Kelchfuß mit aufwändig verzierten Voluten. Er wird von Pilastern und Muschelnischen gegliedert, die mit den Holzskulpturen Christi, Marias und der vier Evangelisten besetzt sind. Zwei Karyatidenengel tragen den Schalldeckel, an dessen Ecken wie am turmartigen Aufbau geflügelte Engelsköpfe angebracht sind. Im oberen Teil steht in einer durchbrochenen Laterne eine Christusfigur.

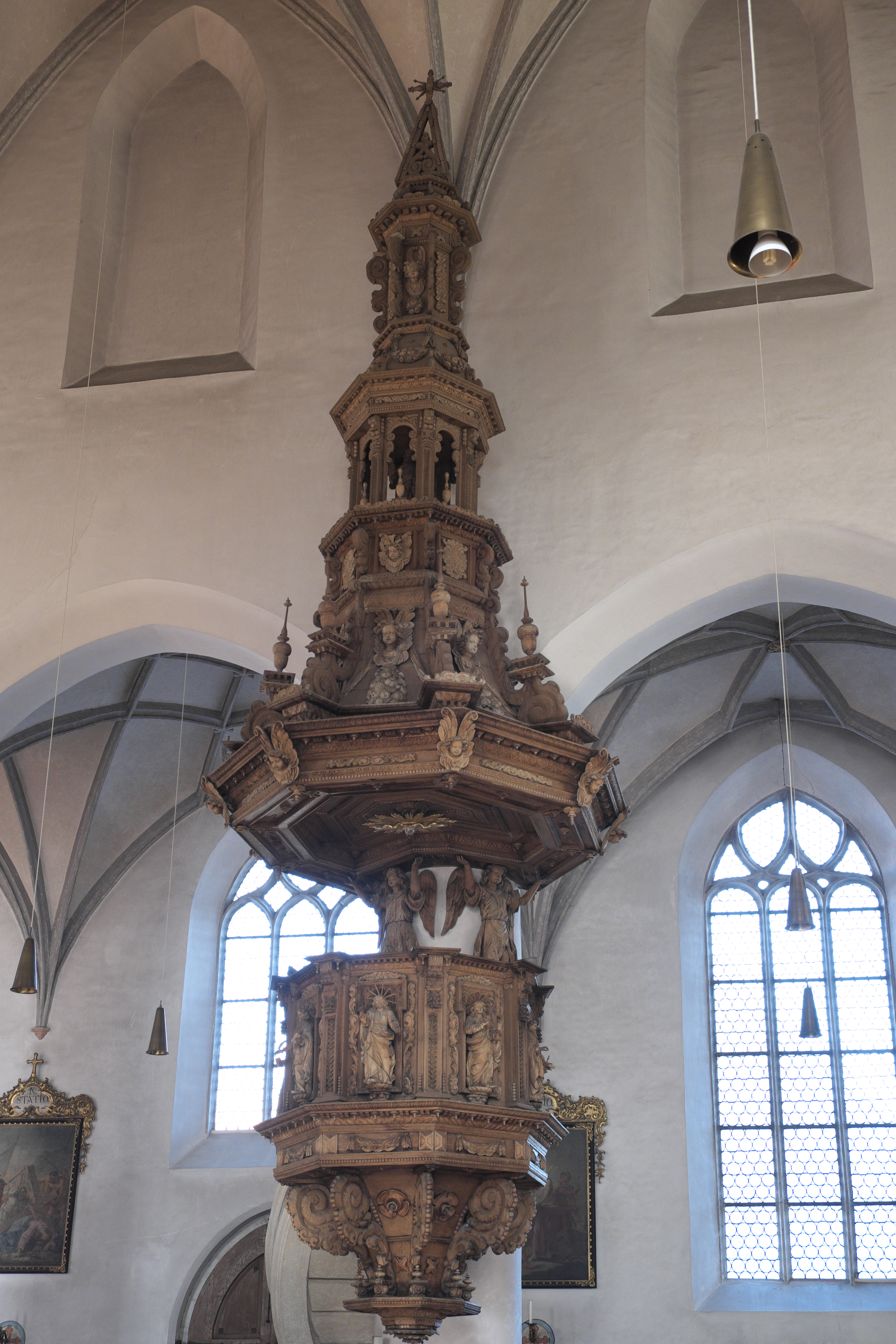
Kanzel
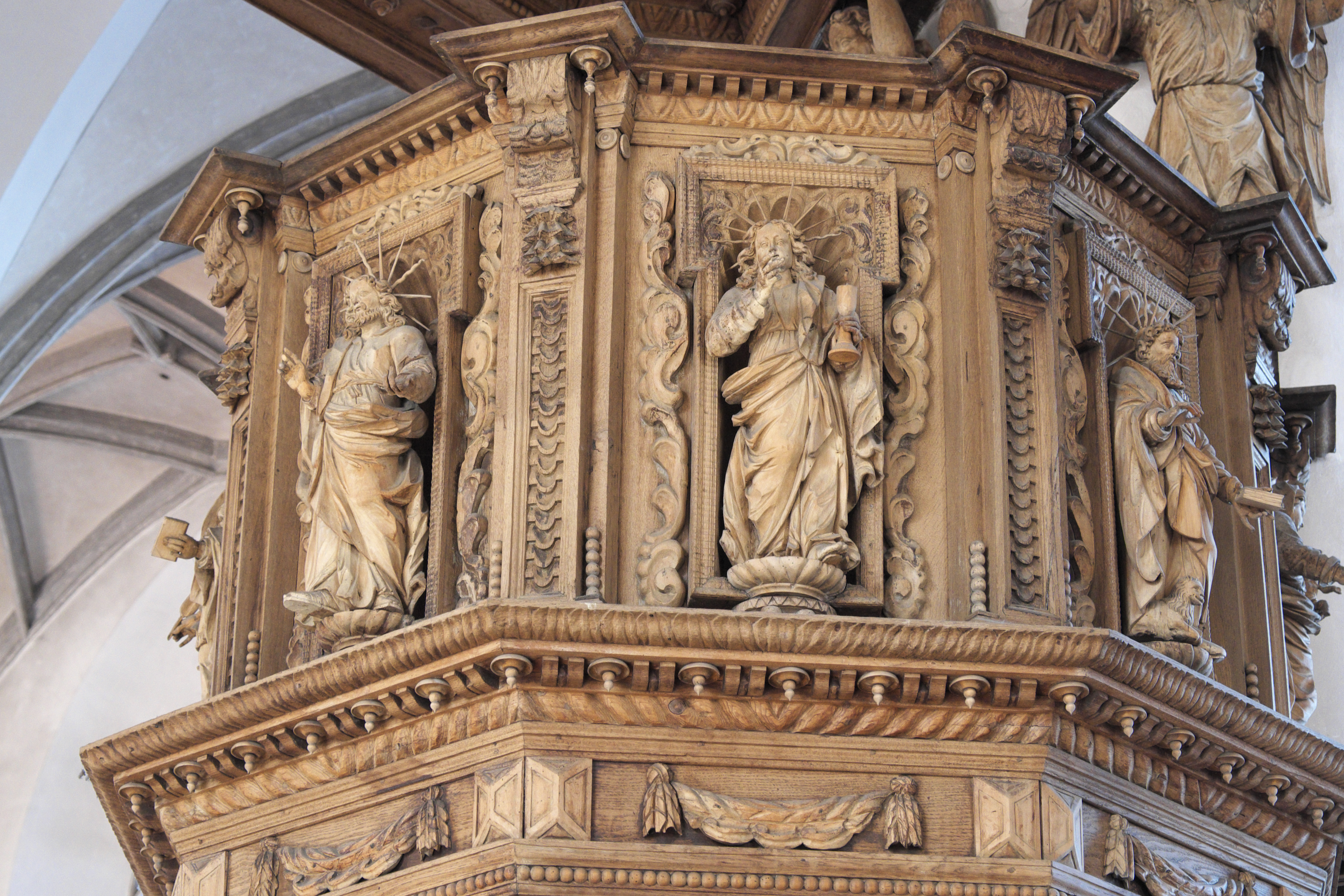
Kanzelkorpus
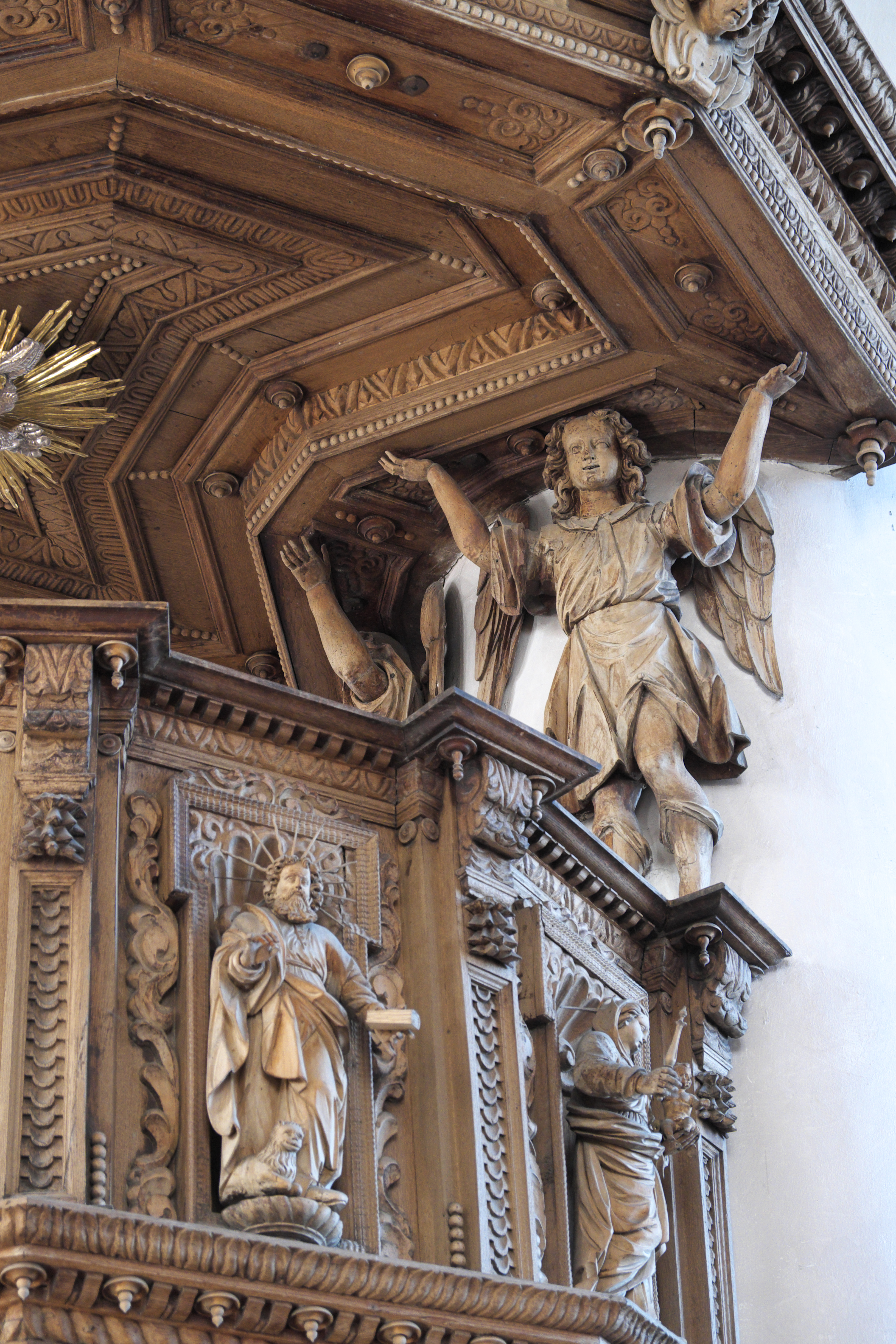
Karyatidenengel
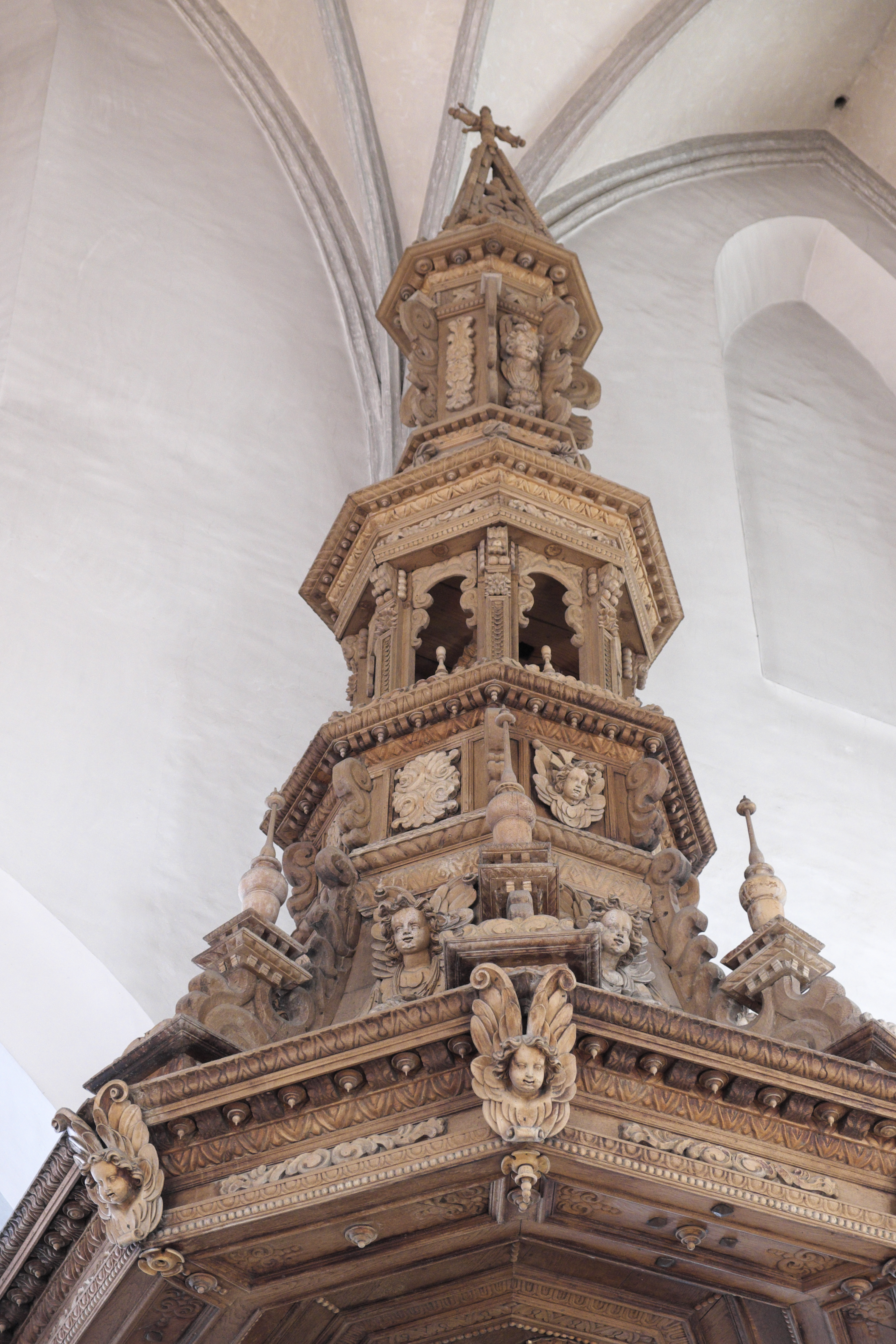
Schalldeckel

## Weitere Ausstattung

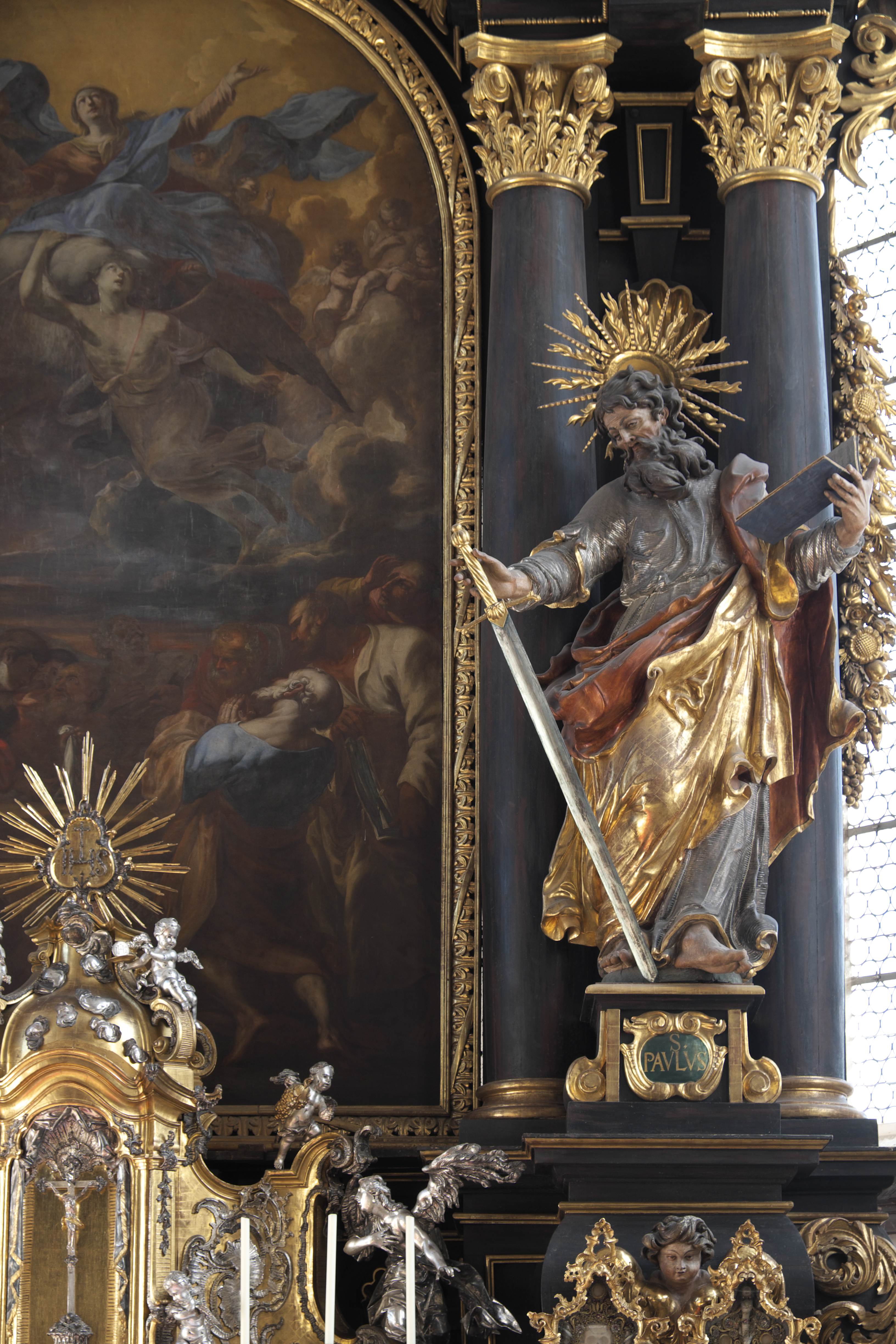
Apostel Paulus am Hochaltar

- Der Hochaltar stammt aus dem Jahr 1695. Auf dem Altarblatt ist Mariä Himmelfahrt dargestellt, im Auszug die Heilige Dreifaltigkeit. Die Figuren der Apostel Petrus und Paulus schuf Johann Baptist Libigo. Der versilberte und vergoldete Tabernakel von 1759/60 ist ein Werk des Bildhauers Johann Michael Fischer und des Schreinermeisters Johann Eggert.
- Das Sakramentshaus wurde Ende des 15. Jahrhunderts aus Sandstein geschaffen. Es ist zehn Meter hoch und mit zahlreichen Fialen, Krabben und Kreuzblumen verziert. Unter zwei Kielbogen sind ein Engel und ein Prophet dargestellt, die beide Spruchbänder tragen. Die Spitze wird von einem Pelikan bekrönt, darunter steht eine Holzfigur der heiligen Barbara, die ebenfalls in das späte 15. Jahrhundert datiert wird.
- Das Taufbecken wird um die Zeit nach 1400 datiert. Er besteht aus einer zwölfseitigen Kalksteinschale und ist mit einem Kleeblattbogenfries verziert.
- Die Schnitzgruppe der Taufe Jesu stammt aus neuerer Zeit.
- Die Figuren des heiligen Modestus, des heiligen Sebastian und des heiligen Vitus wurden um 1700 von Johann Baptist Libigo ausgeführt.
- Die Skulptur des heiligen Johannes Nepomuk ist eine Arbeit von Stephan Luidl aus dem Jahr 1723.
- Die Figuren der heiligen Anna und des heiligen Joachim unter der Empore werden um 1760 datiert und dem Bildhauer Johann Michael Fischer zugeschrieben.
- Das Chorgestühl ist mit der Jahreszahl 1749 bezeichnet. Es ist mit Flachschnitzereien verziert und wird von einem durchbrochenen Aufsatz mit Voluten, Muschel- und Gitterwerk bekrönt.
- In einer barocken Wandnische in der nördlichen Langhauswand befindet sich die Statue eines Katakombenheiligen unbekannten Namens in römischem Legionärsgewand.

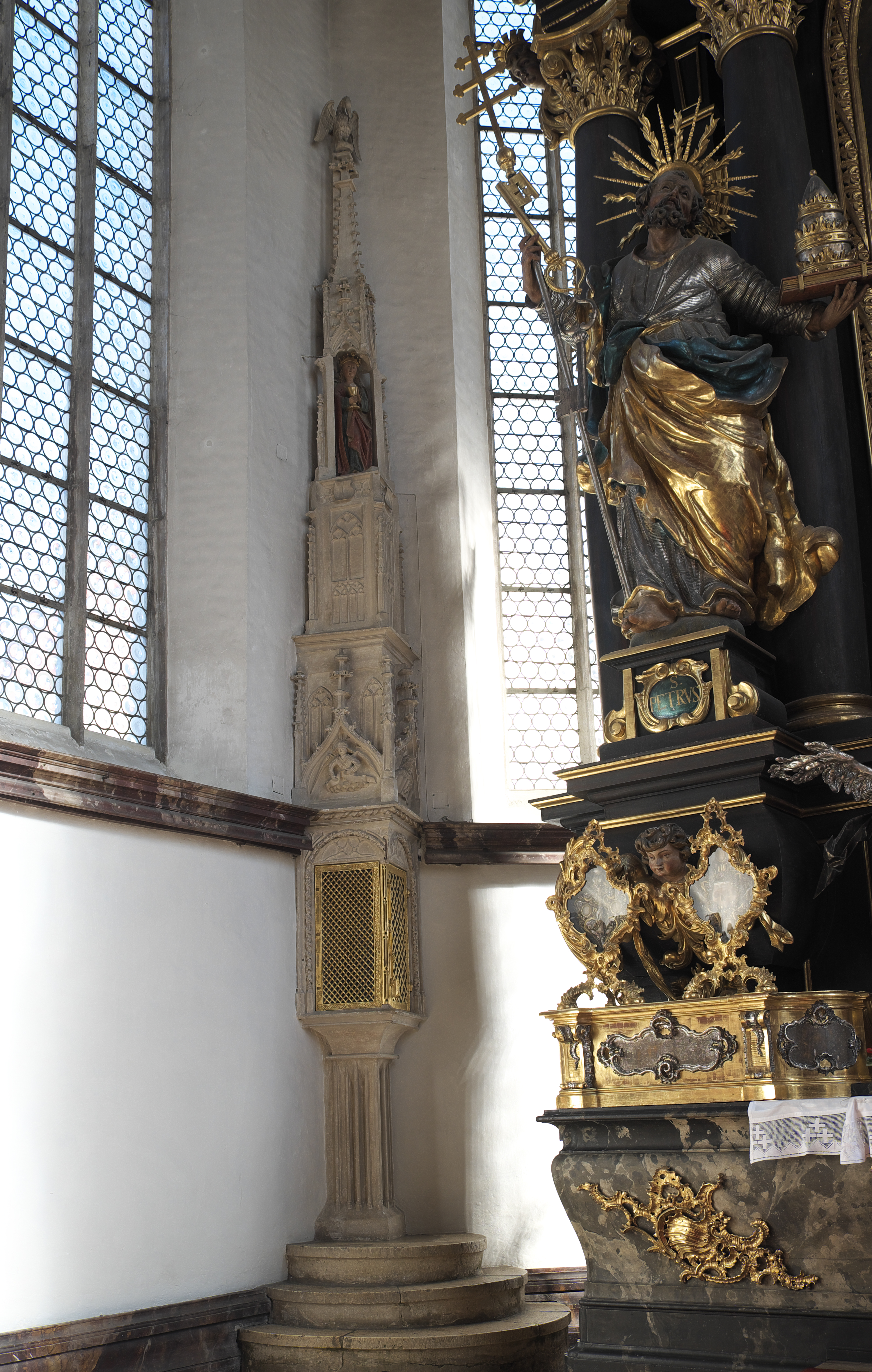
Sakramentshaus und Apostel Petrus am Hochaltar
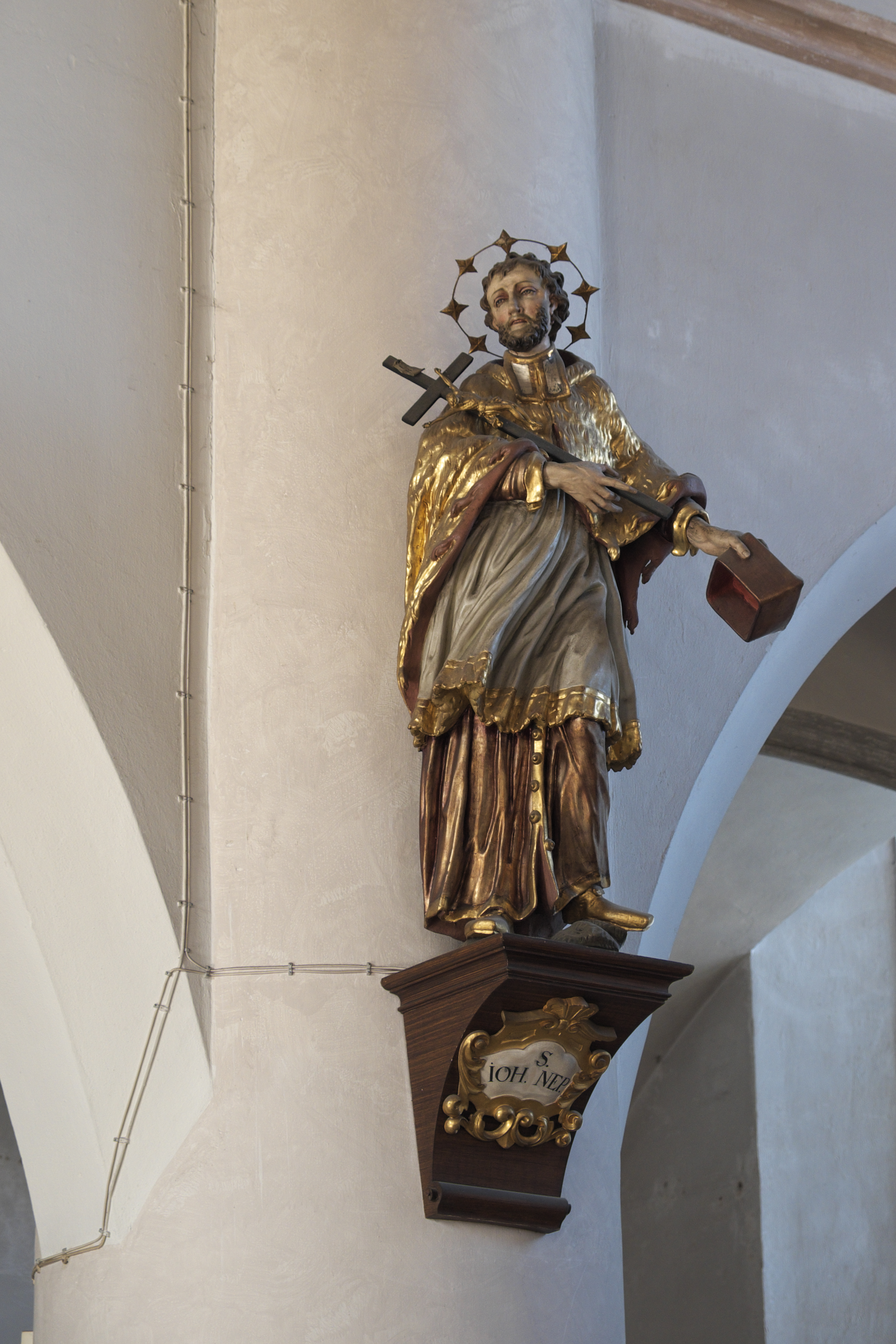
Johannes Nepomuk
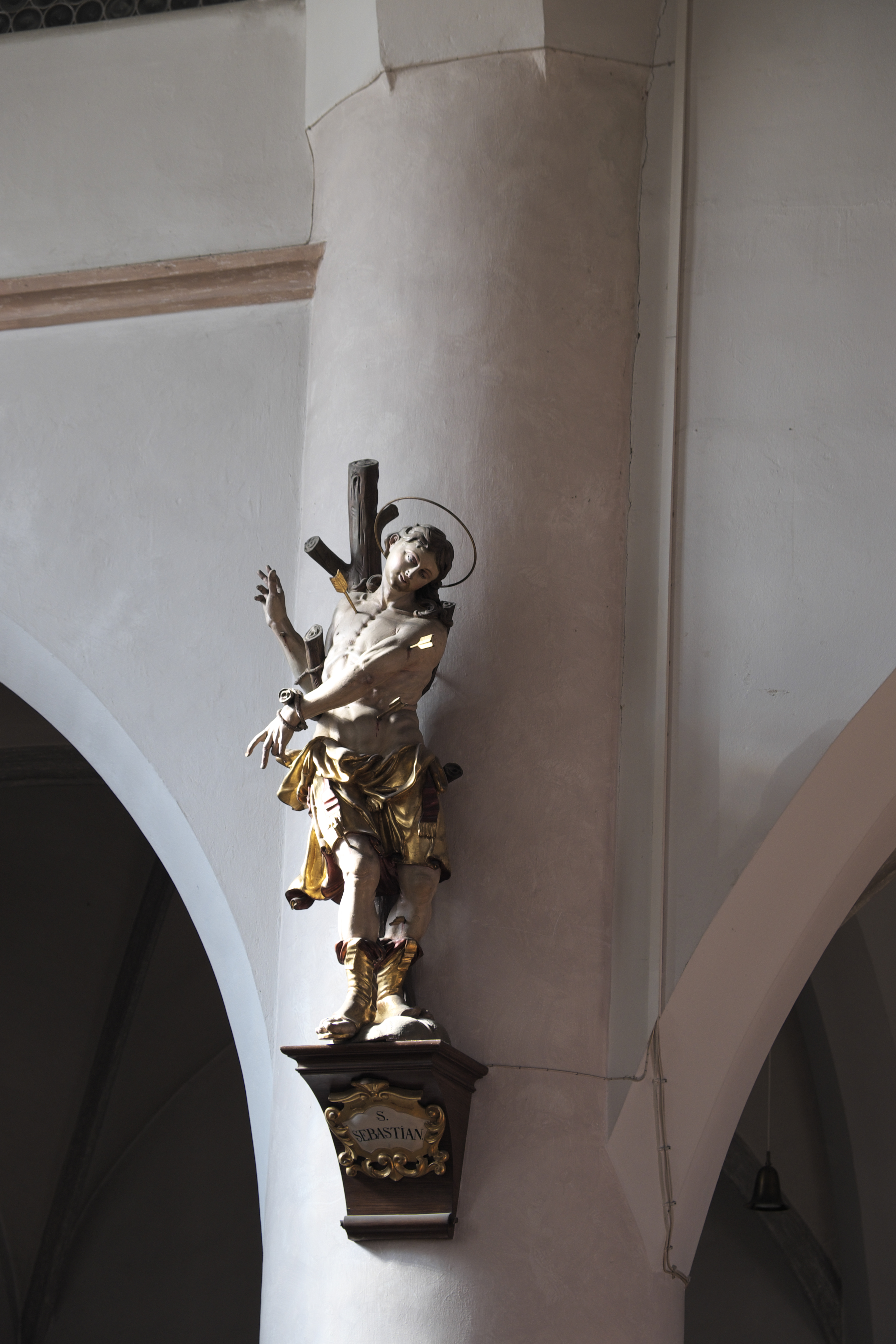
Heiliger Sebastian
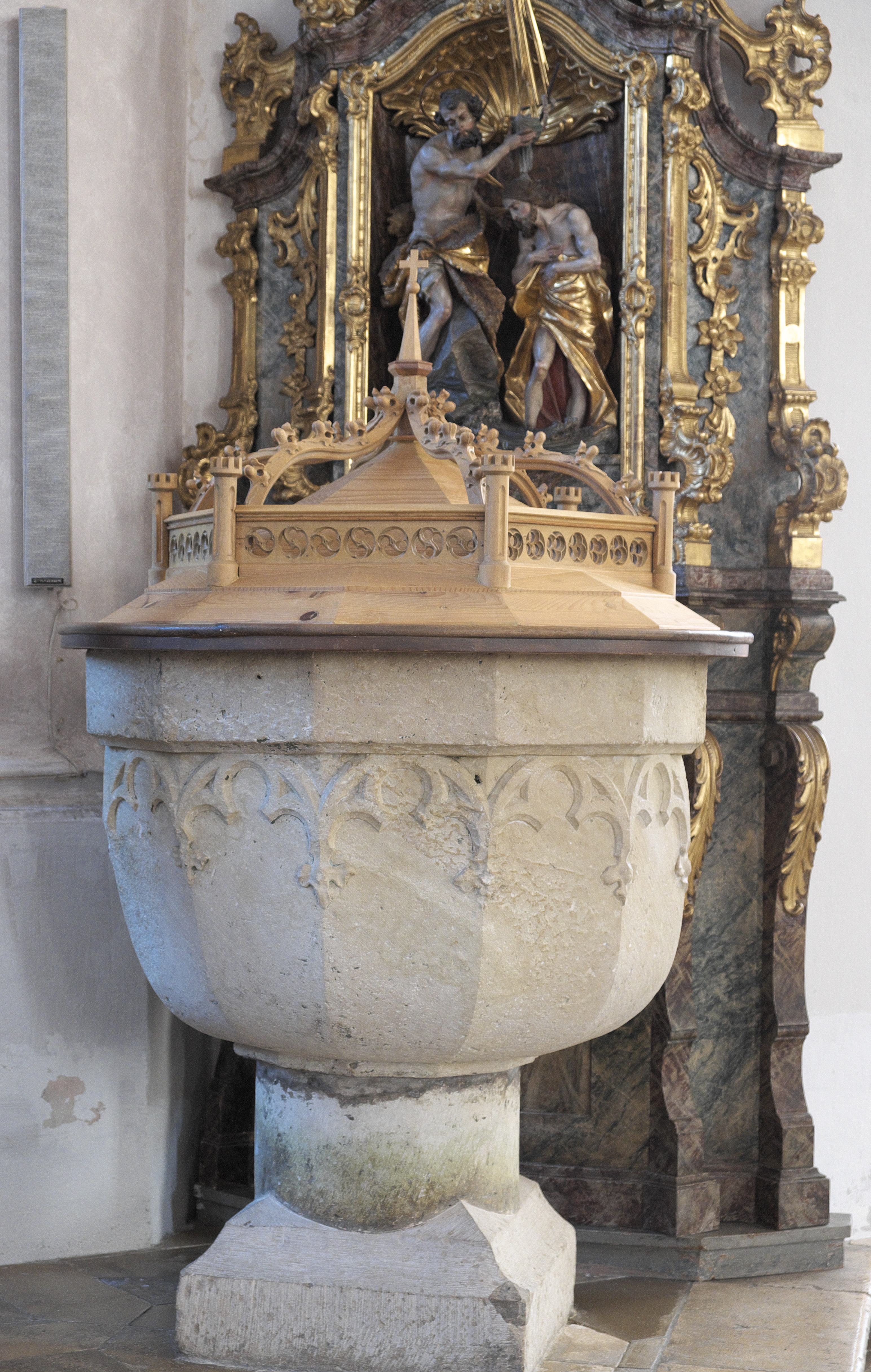
Taufbecken

## Orgel

Orgel

Die Orgel mit 40 Registern auf drei Manualen und Pedal wurde 1961 von den Gebrüdern Sandtner erbaut. Die Disposition des elektrischen Schleifladen-Instruments lautet:
| I Hauptwerk  |       |
| Principal    | 16′   |
| Principal    | 08′   |
| Grossgedackt | 08′   |
| Oktave       | 04′   |
| Holzflöte    | 04′   |
| Superoktav   | 02′   |
| Mixtur       | 1 ⁄3′ |
| Trompete     | 08′   |
| Klarine      | 4′    |
|              |       |

| II Rückpositiv |       |
| Prästant       | 8′    |
| Holzgedackt    | 8′    |
| Quintade       | 8′    |
| Principal      | 4′    |
| Spitzflöte     | 4′    |
| Blockflöte     | 2′    |
| Quinte         | 1 ⁄3′ |
| Oktave         | 1′    |
| Cimbel         | 1⁄2′  |
| Krummhorn      | 8′    |
| Tremulant      |       |

| III Schwellwerk |        |
| Principal       | 08′    |
| Rohrflöte       | 08′    |
| Salicional      | 0 8′   |
| Principal       | 04′    |
| Querflöte       | 04′    |
| Quinte          | 2 ⁄3′  |
| Waldflöte       | 02′    |
| Terz            | 1 3⁄5′ |
| Scharf          | 01′    |
| Bombarde        | 16′    |
| Rohrschalmei    | 08′    |
| Tremulant       |        |

| Pedal         |       |
| Principalbass | 16′   |
| Subbass       | 16′   |
| Pommerbass    | 16′   |
| Oktavbass     | 08′   |
| Gedecktbass   | 08′   |
| Choralbass    | 04′   |
| Gemshorn      | 02′   |
| Rauschbass    | 2 ⁄3′ |
| Posaune       | 16′   |

- Koppeln: II/I, III/I, III/II, I/P, II/P, III/P
- Spielhilfen: 2 freie Kombinationen, Walze ab, Handregister ab, Pianoped ab, Zungen ab

## Epitaphien

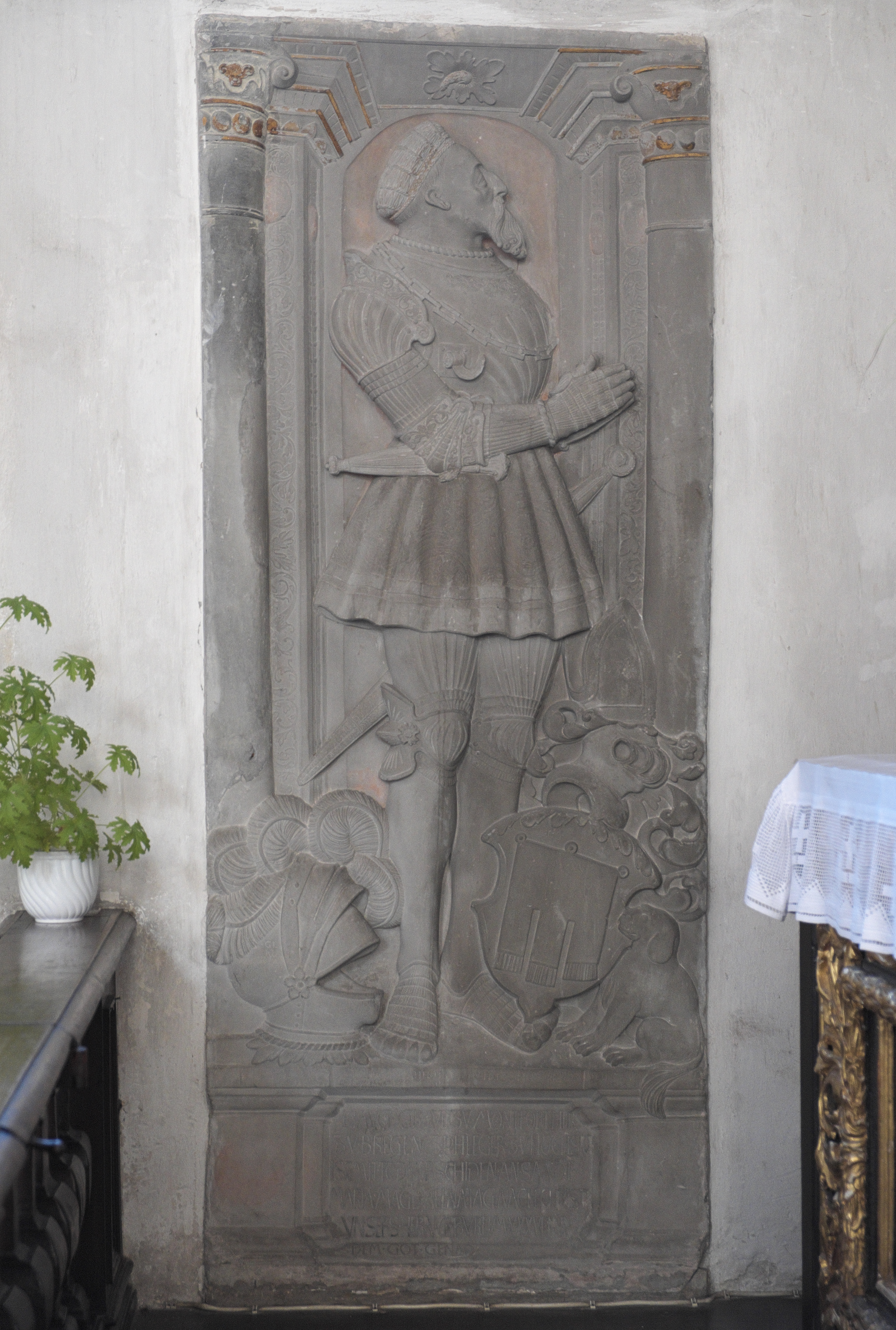
Epitaph für Haug Graf von Montfort

In der Kirche befinden sich mehrere Epitaphien. Das Epitaph für den Pfleger Haug Graf von Montfort († 1536) zeigt den Verstorbenen vor einer Renaissance-Architektur stehend, in Rüstung und die Hände zum Gebet gefaltet. Zu seinen Füßen liegt ein Turnierhelm, neben dem Wappen der Montfort kauert ein Hund. Ein anderes Epitaph erinnert an die Hofmeisterin Regina von Wildenstein († 1621), geborene Messenbach. Es ist mit einer Inschrift und drei Wappen versehen. Der Wappenstein für Friedrich von Grafenegg zu Kaltenbrunn und seiner Gemahlin Dorothea, geborene Welwart († 1487), ist mit einem krabbenbesetzten Kielbogen verziert, in den Rand ist eine Minuskelinschrift eingemeißelt. Auf dem Grabstein für Anna Barbara Erlbeck aus Blindheim, geborene Pelkoven († 1620), sind ein von einem Lorbeerkranz gerahmtes Allianzwappen und vier Ahnenwappen dargestellt.

## Geläut
Im Turm der Stadtpfarrkirche hängt ein fünfstimmiges Geläut, das tontiefste Geläut des Bistums Augsburg. Die Glocken wurden 1953 von dem Glockengießer Karl Czudnochowsky in Erding in leichter Glockenrippe mit Euphonlegierung gegossen. Sie haben die Schlagtöne g0, h0, d1, e1 und fis1.